# Ромео и Джульетта (фильм, 1908)
«Ромео и Джульетта» (англ. Romeo and Juliet) — первая американская киноверсия драмы Уильяма Шекспира «Ромео и Джульетта». Немой короткометражный фильм снят в 1908 году режиссёром Джеймсом Блэктоном на киностудии Vitagraph Studios. Фильм снят в Центральном парке на Манхэттене, Нью-Йорк.
В фильме снимались Пол Панцер, в роли Ромео, и Флоренс Лоуренс в роли Джульетты.

## В ролях
- Джон Адольфи
- Гарри Солтер
- Луиз Карвер
- Флоренс Тёрнер
- Чарльз Чепмен
- Чарльз Кент